# Phyllophaga afflicta
Phyllophaga afflicta är en skalbaggsart som beskrevs av Blanchard 1851. Phyllophaga afflicta ingår i släktet Phyllophaga och familjen Melolonthidae. Inga underarter finns listade i Catalogue of Life.